# Бібіяна – Рашидпур
Бібіяна – Рашидпур – трубопровід, споруджений для постачання ресурсу з бангладеського родовища Бібіяна на конденсатопереробний завод компанії Sylhet Gas Fields Ltd у Рашидпурі.
Наприкінці 2000-х років на північному сході Бангладеш почалась розробка газоконденсатного родовища Бібіяна, яке стало найбільшим продуцентом конденсату в країні – у 2019-му на нього прийшлось 75% виробництва цього продукту. Переробку конденсату організували на спеціально створеному комплексі поблизу Рашидпуру, перша черга якого стала до ладу в 2009 році.
Доставку сировини на конденсатопереробний завод організували по трубопроводу довжиною 43,5 км та діаметром 150 мм. При цьому через клапанну станцію Muchai (розташована за 42 км від Бібіяни) можливий обмін ресурсом із конденсатопроводом Північ – Південь, який здійснює транспортування ресурсу з інших родовищ регіону до терміналу на річці Мегхна.
Можливо також відзначити, що в 2018-му став до ладу другий завод комплексу у Рашидпурі, який розташований ще за кілька кілометрів далі від Бібіяни, а довжина прокладеного між двома майданчиками комплексу трубопроводу становить 7,4 км. 